# 営業1∞万回
『営業1∞万回』（えいぎょうひゃくまんかい）は、2012年の第4回沖縄国際映画祭Laugh部門に出展された映画。同映画祭会場のみでの限定的上映だったが、翌2013年3月9日から同映画祭出展4作品（『ヒノマル♪ドリーム』・『タバコイ』・『初夜と蓮根』・『あぁ…閣議』）とともに、限定的ではあるものの全国公開された。タイトルの「1∞万回」は数字の100と劇中でメビウスの輪のように無限にくり返される不思議な転生を意味する「∞」（無限大）を重ねたものである。

## ストーリー
「はじまりは、シケた営業だった…」
ある日、ある地方の古びた旅館女美臼（めびうす）に営業でやってきたジャルジャルの二人（後藤淳平、福徳秀介）。ステージまでの暇つぶしに館内をうろつく福徳が途中、オーナーともめている男を目撃し目が合う。睨まれビビる福徳。自室に戻ってからケータイが圏外な事に驚いたりファンにサインなど描いたりする。何も無い旅館に辟易し少ない観客にもテンションガタ落ちだが渋々二回目のステージに立つ。十数人程度の観客を前にコントしていたが突然銃声が響き後藤が血まみれになって倒れる。
先ほどオーナーと揉めていた男が猟銃を持って現れたのだ。観客やオーナーなど次々と射殺していく男。最後に残った福徳に「お前、さっき笑ったな」と恨みの言葉をぶつけ構えた猟銃の引き金を引く。撃たれ意識が遠のく福徳。しばらくして意識が戻り福徳が目を開けると元の部屋だった。射殺事件は夢だったのかと安心してさっき書いたサインを再び書く。そしてまたさっき立ったはずのステージに立つ。そこへまた現れた猟銃男。同じように観客やオーナーらを射殺していく男。そして再び福徳に発砲し射殺する。しかしまたもや自室で目を覚ます福徳。ステージに立ち男に射殺される事を何度も繰り返していく福徳。男から逃れるために隠れる場所をあちこち変えるがどうしても見つかってしまう。やけになって撃たれる前に自分から飛び降り自殺までしてしまう。
運命から逃れられないと達観したのか、会得するまで数年かかる腹話術や猿回しを転生を重ねる間に熟練させ披露し相方らを驚かせる。さらには旅館の料理長や客のおじいさんの秘密など聞き出したり、女性客を寝とったりして先の短い人生を謳歌するようになる。
そんなある日、旅館で働いている女性木下とその妹あかりから声をかけられる。ファンだと告白しサインをねだるあかりの笑顔に心動かされた福徳はなんとかこの二人だけでも救えないものかと考えるようになる。
転生を繰り返し何度目かのステージ。今回こそはと思い立った福徳は突然客いじりを始める。風呂であった老人、料理長や仲居らから聞き出した秘密を暴露して必死に笑いを取っていく。少なかった観客が笑い声に惹かれて次々と集まって増えてくる。パトロール中の警官さえその場に残り笑っている。ついには自分たちを狙ってきた猟銃男さえいじって笑いを取る始末。観客の多さとまだ居残っている警官に尻尾を巻いて退散する猟銃男。笑いで凶行を未然に防いだ福徳。悲しい転生＝メビウスの輪から抜け出したと理解した瞬間、心の底から叫ぶ。「メビウス抜けたーーーーっ！」

## キャスト
- 福徳：福徳秀介（ジャルジャル)（主人公）
- 後藤：後藤淳平（ジャルジャル)（主人公の相方）
- くまだまさし：くまだまさし（ジャルジャルと一緒に営業に来た芸人）
- ゆりありく：ゆりありく（猿回し芸人）
- 大森ポン太：村松利史（腹話術師）
- オーナー：原金太郎 (ホテル女美臼オーナー）
- 警官：斉木しげる
- 猟銃男：斉藤暁
- 斉藤のおじいちゃん：ミッキー・カーチス（風呂の老人）
- 木下のぞみ：野村麻純（女美臼の従業員）
- 木下あかり：稲垣鈴夏（のぞみの妹、車椅子の少女）
- 女美臼の客：サイプレス上野とロベルト吉野

## 音楽

### エンディング曲
サイプレス上野とロベルト吉野/ちゅうぶらりん feat. 後藤まりこ
作詞 - サイプレス上野、後藤まりこ
作曲 - 後藤まりこ、ドリームトラクターズ（サイプレス上野とビート武士）

## 撮影協力
- 旅館陣渓園（神奈川県相模原市）
- 相模原フィルムコミッション（同上）

## DVD
- 2013年（平成25年）10月に一般販売及びレンタル貸し出しが開始された。

## テレビ放送
- 2022年11月13日0:10 - 1:30にBSよしもとで無料テレビ初放送された。
- 2023年4月23日1:05 - 2:25にBSよしもとで2度目の放送をした。

## その他
- 2013年の全国公開の時はシネマート六本木のスクリーン4で初日舞台挨拶があり、主演のジャルジャル、濱谷晃一監督らが撮影裏話をした。
- 全国公開された5作品の鑑賞後の半券を送付して、出演者のサイン入りチェキが抽選でもらえる「5作品割り」という企画があった。